# Wanda's Café
Pour plus de détails, voir Fiche technique et Distribution.
Wanda's Café (titre original : Trouble in Mind) est un film américain d'Alan Rudolph, sorti en 1985. Le film est porté par sa musique et par la voix de Marianne Faithfull.

## Synopsis
Les vies d'un ancien détenu, d'un propriétaire de café et d'un jeune couple s'entremêlent quand le mari du couple commence à travailler pour le crime organisé.

## Fiche technique
- Titre français : Wanda's Café
- Titre original : Trouble in Mind
- Réalisation : Alan Rudolph
- Scénario : Alan Rudolph
- Musique : Mark Isham
- Photographie : Toyomichi Kurita
- Montage : Tom Walls
- Production : Carolyn Pfeiffer & David Blocker
- Direction artistique : Steven Legler
- Costumes : Tracy Tynan
- Société de production : Pfeiffer/Blocker Production
- Société de distribution : Alive Films
- Pays d'origine :  États-Unis
- Langue originale : anglais
- Format : Couleur - Dolby - 35 mm - 1.85:1
- Genre : Comédie dramatique, comédie policière
- Date de sortie DVD : 1er janvier 2012

## Distribution
- Kris Kristofferson (VF : Daniel Beretta) : John "Hawk" Hawkins
- Keith Carradine (VF : Philippe Bellay) : Coop
- Lori Singer (VF : Dorothée Jemma) : Georgia
- Geneviève Bujold (VF : Pascale Vital) : Wanda
- Joe Morton (VF : Mostéfa Stiti) : Solo
- Divine (VF : Georges Berthomieu) : Hilly Blue
- George Kirby (VF : Robert Liensol) : Lieutenant Gunther
- John Considine : Nate Nathanson
- Dirk Blocker : Rambo
- Albert Hall : Leo
- Gailard Sartain : Fat Adolph